# درأسياب
درأسياب (بالفارسية: درآسیاب) هي قرية تقع في غلستان في إيران. يقدر عدد سكانها بـ 214 نسمة .